# M/T Krčanka
M/T Krčanka je trajekt za lokalne linije u sastavu flote hrvatskog brodara Jadrolinije. Izgrađen je 1970. u Kraljevici i dio je serije tzv. škovacera (M/T Lošinjanka, M/T Pelješčanka i M/T Šoltanka). Krajem 2013. povučena je iz redovnog servisa. 
Krčanka je kapaciteta oko 200 osoba i 30 automobila.
Izrezana je 2015. godine u Kraljevici

## Vanjske poveznice
|  | Zajednički poslužitelj ima još gradiva o temi M/T Krčanka |